# Hans-Peter Steinacher
Hans-Peter Steinacher (Zell am See, 9 september 1968) is een Oostenrijks zeiler.
In 1999 werd Steinacher samen met Roman Hagara wereldkampioen in de Tornado.
Steinacher won samen met Roman Hagara de olympische gouden medaille tijdens de Olympische Zomerspelen 2000 in de Tornado. Vier jaar later prolongeerde Steinacher samen met Hagara hun olympische titel in de Tornado.
Tijdens de Olympische Zomerspelen 2008 mocht Steinacher de Oostenrijkse vlag dragen tijdens de openingsceremonie.

## Belangrijkste resultaten

### Wereldkampioenschappen
| Jaar | Plaats                  | Resultaten            |
| ---- | ----------------------- | --------------------- |
| 1993 | Long Beach (Californië) | 10ste in de tornado   |
| 1994 | Båstad                  | 40ste in de tornado   |
| 1995 | Kingston (Ontario)      | 42ste in de tornado   |
| 1996 | Brisbane                | 24ste in de tornado   |
| 1998 | Búzios                  | 8ste in de tornado    |
| 1999 | Vallensbaek             | in de tornado         |
| 2000 | Sydney                  | in de tornado         |
| 2001 | Richards Bay            | in de tornado         |
| 2002 | Martha's Vineyard       | 4de in de tornado     |
| 2003 | Cádiz                   | 6de in de tornado     |
| 2004 | Palma de Mallorca       | 9de in de tornado     |
| 2005 | La Rochelle             | 11de in de tornado    |
| 2006 | San Isidro              | in de tornado         |
| 2007 | Cascais                 | 20ste in de tornado   |
| 2008 | Auckland                | 11de in de tornado    |
| 2010 | Portorož                | in de Extreme 40      |
| 2012 | Scarlino                | 55ste in de Melges 24 |

### Olympische Zomerspelen
| Jaar | Plaats | Resultaten  |
| ---- | ------ | ----------- |
| 2000 | Sydney | tornado     |
| 2004 | Athene | tornado     |
| 2008 | Peking | 9de tornado |